# COSMOS (アルバム)
『COSMOS』（コスモス）は、日本のロックバンドであるBUCK-TICKの9枚目のオリジナル・アルバム。
1996年6月21日にビクターエンタテインメントのInvitationレーベルよりリリースされた。前作『Six/Nine』（1995年）よりおよそ1年ぶりとなる作品であり、作詞は櫻井敦司および今井寿が担当、作曲は今井および星野英彦が担当、BUCK-TICKによるセルフ・プロデュースとなっている。
前作から約1年後というBUCK-TICKのアルバムとしては早い期間でのリリースとなった。本作制作前に所属事務所から独立して個人事務所「バンカー」を設立、設立後初のアルバムとなった。レコーディングは日本国内で行われ共同プロデューサーとして奈良敏博が参加、前作までのダークな世界観から一転したポップな楽曲で構成されている。周囲からは「原点回帰」的なサウンドであると指摘されたが、今井はそれを否定している。
先行シングルとして「キャンディ」がリリースされている。本作はオリコンチャートにて最高位6位となった。本作リリース後にBUCK-TICKはマーキュリー・ミュージック・エンタテイメントへ移籍したため、ビクターエンタテインメント在籍時の最後のオリジナル・アルバムとなった。

## 背景
前作『Six/Nine』（1995年）リリース後、BUCK-TICKは「Somewhere Nowhere 1995 TOUR」と題したコンサートツアーを同年5月14日の新宿リキッドルーム公演から8月9日の大阪厚生年金会館公演まで、24都市全30公演を実施した。しかし、『Six/Nine』の初回プレス分および通常盤に収録された6曲目「楽園（祈り 希い）」において、間奏にイスラム教の聖典である「コーラン」の逆再生音声が無断で使用されていたことが発覚、イスラム教徒からの指摘によりイスラミックセンター・ジャパンが本作を発売したビクターに抗議する事態となった。同年7月6日にビクターの幹部がイスラミックセンター・ジャパンに出向き謝罪し事態は鎮静化した。7月12日にはそれまでにプレスしたアルバム『Six/Nine』と同曲を収録したシングル「鼓動」各約30万枚の発売中止と在庫の回収を決定した。その後、当該箇所の「コーラン」を削除し修正を施した上で9月21日に本作とシングル「鼓動」は共に再リリースされることとなり、本作はスペシャルカラーPケース（赤）にてリリースされた。また同日に同作からのリカットシングルとなる「見えない物を見ようとする誤解 全て誤解だ」がリリースされた。
その他、同年夏以降には所属事務所との問題が発生しBUCK-TICKは表舞台から姿を消していた。所属事務所であったシェーキングハンズは元々BUCK-TICKの個人事務所であったが、所属アーティストの増加に伴いスタッフも増加している状態であった。所属から5年が経過した頃、事務所の資金繰りがルーズであったことから、メンバーは自分たちでも経営が可能ではないかと独立を計画するようになったとヤガミは述べている。また、BUCK-TICKがバンドとして成功したために資金繰りが良好となった結果、家賃300万円の場所に事務所を移動したことや、ヤガミの単独トークショーに事務所社員が5名から6名ほど同行するなど無駄遣いが目立つようになり、個人事務所を新たに立ち上げることがメンバー間で決定した。しかし事務所社長は契約更新の時期に必ずコンサートツアーをブッキングし、それによってメンバーはライブに専念せざるを得なくなり、また東京から離れる機会が増えるため社長に直談判を行うことができずに自動的に契約更新になってしまうことが2、3年続いていたという。しかしある日事務所に国税局査察部の査察が入ったとの知らせを聞いたメンバーは限界を感じ、「Somewhere Nowhere 1995 TOUR」中にマネージャーにも内密でメンバーだけで話し合いの機会を設け、事務所に対して契約解除の内容証明を送り決別することとなった。
今井寿はこの期間にビジネス的な問題も含めて焦燥感を感じており、次作制作への欲求は高まっていたものの、事態が進展しない状態が続くこととなった。この頃にはヴィジュアル系と呼ばれる後発のロックバンドが多数商業的に成功しており、インタビュアーからオリジナルはBUCK-TICKではないかと問われた今井は「他に居ないと思ってるから、全然気になんないです」と返答、さらにもっとポップで理解しやすい曲はいくらでも制作できるがあえて制作していないのではと問われた今井は「いや、俺作れないッス」と返答している。翌1996年2月にBUCK-TICKはそれまで所属していた音楽事務所から独立し、有限会社バンカーを設立。ファンクラブも「BUCK-TICK CLUB」から「FISH TANK」に変更された。初代事務所社長は年長者であり唯一家庭を持っていたヤガミが就任することとなった。ヤガミはビクターのスタッフと音楽的なこととは別に契約条件や契約金の話などを行わなければならず、「面倒なことが多かった」と述べている。また、当初事務所社長は任期を4年としてメンバー5人で持ち回りで担当するという案もあったが、4年を過ぎても誰も社長職に就きたがらず、結果としてヤガミは10年近く事務所代表を務めることとなった。その後最終的には社長として櫻井敦司が就任している。

## 録音、制作
本作のレコーディングは1996年3月から4月にかけて、サウンドスカイ川奈スタジオおよびビクター青山スタジオにて行われた。元サンハウスおよびシーナ&ザ・ロケッツのベーシストであった奈良敏博がリズム・アレンジおよび共同プロデューサーとして参加している。
本作の制作に当たり、今井は難解な作品となった『darker than darkness -style 93-』（1993年）および『Six/Nine』の過去2作を踏襲することを良しとせず、今井曰く「いい子ぶってる感じ」からの脱却を図って本作の制作が進められた。今井はより子供っぽく馬鹿なパワーを発揮したいという欲求が高まったことから、収録曲の「Ash-ra」を例に以前であればテンポを遅くしてヘビーなサウンドで構築するところを、そのままのリズムでメロディやサビも明快なものとして、ロックサウンド的なギターリフなども考慮せずに制作することになったと述べている。また、過去2作によって周囲からの音楽的評価が高まっていたことも起因し、「もうちょっと余裕な感じでアルバムを作れたらなあ」との思いが高まり、コンセプトとして単純に速いテンポの曲や音楽的評価と全く関係なく気に入ったメロディの曲を制作する欲求があったとも述べている。
以前はアルバム制作時に1曲目から行き詰まっていたが、本作ではコンセプトが定まっていたために行き詰まりもなく、肩慣らしとして「Foolish」から制作したことでスムーズに制作を完了することができたと今井は述べている。その他にも今井は前作までの制作において、様々な音楽性を取り入れながらもバンドサウンドから逸脱しないように制作していたが、本作ではその制限を取り払った楽曲も収録されており、音数についても以前のように増加させず、スタジオに入った後にギターフレーズを考慮することや後から付け足すことを全くしなかったと述べている。

## 音楽性と歌詞
本作の音楽性に関して、インタビュアーからアルバム『SEXUAL×××××!』（1987年）や『SEVENTH HEAVEN』（1988年）の頃に近いサウンドであると問われた今井は、当時はテンポの速い曲が制作したかった訳ではなく、自然とそのようなサウンドになってしまっただけであると述べ、決して原点回帰を目指した作品ではないと述べている。また、前作までの作品がシリアス過ぎたためにユーモアを交えた作品にしたとも述べている。櫻井は本作の音楽性に関して「なるべくしてそうなったって気はします」と述べており、前作までの音楽性を突き詰めることでよりカルトな方向に向かうことを今井が危惧した結果ではないかとも述べている。櫻井は前作の方向性を突き詰めることは可能であると発言しているが、前作以上に踏み込んでしまうと脱却できなくなるとも述べている。また、「『TABOO』で入り込んでいった暗闇から、『COSMOS』で抜けたような気がするんです。この先どこに行くかは、まだわからないけど」とも述べている。
本作の歌詞に関して櫻井は、中身を持たせることを忌避して自身のオリジナリティーを提示するような表現は避けたと述べている。また、言葉に対して意味を込めるのではなく、自身の確立されたキャラクターを使用して遊んでみようという試みがあったとも述べている。以前は精神的に入れ込んだ状態で作詞をしなければ嘘になると思っていた櫻井であったが、本作では自身の好んだ言葉を散りばめただけで「精神的に全然楽」であったと述べている。特に「キャンディ」の作詞について櫻井は「どんな詞乗っけてもこっ恥ずかしいなら、この恥ずかしい詞を書こうと思った」と述べており、歌入れの際にも自身をハイな状態に持っていき、「きゃぴきゃぴして次のテイクを唄おう」と自らを鼓舞していたと述べている。
アルバムタイトルとなっている「COSMOS」は、「コスモスの花」や「秩序・調和」・「宇宙観」といった意味を持つ言葉で、アルバムツアーはその反語である「CHAOS」（無秩序・大混乱）というタイトルがつけられた。

## リリース
1996年6月21日にビクターエンタテインメントのInvitationレーベルからCDにてリリースされた。初回プレスのみフォトプリント・カラーPケース仕様、抽選で「キャンディ MVメイキングビデオ」が当たる応募ハガキが封入されていた。
2002年9月19日には、ビクターエンタテインメントのHAPPY HOUSEレーベルから比留間整監修によるデジタルリマスター版がリリースされ、初回限定盤にはジャケットサイズのオリジナルステッカーが付属されたほか、ボーナス・トラックとして「キャンディ (single version)」および「チョコレート (single version)」の2曲が追加収録された。
2007年9月5日には生産限定品として、ビクター所属時代のアルバム全12作品のデジタルリマスター版が紙ジャケット仕様でリリースされた。同版には携帯サイズのロゴステッカー・シートが封入されたほか、全タイトルを一括購入すると先着で全タイトル収納ケースがプレゼントされるキャンペーンが行われた。

## アートワーク
本作のアートワークはグラフィックデザイナーのサカグチケンが手掛けている。本作の初回盤パッケージはサカグチのアイデアにより白いケースに直接シルクスクリーンで写真を印刷している。サカグチは過去作も含めBUCK-TICKの作品に関しては「やりたい放題やらせてもらいましたね」と述べており、最も重要視していたことは「前にやったことと同じことをやらない、ということ」と述べている。
歌詞カードの上下に配置されている細長い模様は、斜めから見ると「生」と「死」という文字が浮かび上がるという仕掛けがされている。縦長に引き伸ばされているため、斜めから見なければ判読できない。
シングル「キャンディ」のPV撮影時、長髪になっていた今井はヘアメイク担当者に髪型のアイデアを求めたところドレッドロックスにされ、その後直すのが面倒になりしばらくその髪型のままとなった。

## ツアー
本作を受けたコンサートツアーは、「TOUR 1996 CHAOS」と題して7月4日の川口総合文化センターリリア メインホール公演から9月2日の沖縄コンベンションセンター 劇場公演まで、21都市全23公演が行われた。
その後12月に写真集撮影のため訪問していたネパールにて櫻井は急性腹膜炎を発症、病名は「S字結腸破裂腹膜炎」と診断された。しかし現地では治療が不可能であったために緊急搬送にてシンガポール経由で帰国、その後1か月ほどの入院生活を送ることとなった。櫻井の症状は命の危険を伴うものであったが、帰国のための飛行機がなく1日待たされたためにさらに悪化し、「あまりの痛みに初めて死を意識した」と述べたほか、痛み止めを服用したところ効果が強く幻覚や幻聴の症状が現れたと述べている。現地の病院では近くのベッドで寝ている患者が亡くなりその家族が泣き崩れている姿を見て、自身も棺桶に入れられて帰国するのではないかと不安に駆られていたとも述べている。退院後すぐにレイモンド・ワッツとのレコーディングを行ったが全く力が入らず、それ以降櫻井はジョギングを行い体力作りに励むようになったと述べている。
この件により同年12月より予定されていたコンサートツアー「CHAOS After dark TOUR」は延期となり、「BUCK-TICK TOUR'97 RED ROOM 2097」とタイトルを変えて1997年3月1日の名古屋国際会議場 センチュリーホール 公演から4月22日の大阪厚生年金会館公演まで5都市全10公演が行われた。同ツアー中、櫻井の31歳の誕生日となる3月8日に実施された日本武道館公演において、櫻井は開口一番に「ハラ切って、お待たせしました。……改造されて帰って来ました」とMCを行った。アルバムリリースから日数が経っていたこともあり、当日のセットリストは自由な選曲となっていたため2枚目のアルバム『SEXUAL×××××!』（1987年）収録曲である「HYPER LOVE」や4枚目のアルバム『TABOO』（1989年）収録曲である「SEX FOR YOU」および「ANGELIC CONVERSATION」などが演奏された。また、「キラメキの中で…」や「idol」において星野はキーボードを演奏、BUCK-TICKのライブでは珍しくライブ本編においてシングル曲である「悪の華」「M・A・D」、「唄」が演奏された。演奏は1時間40分におよび、ヤガミはアンコール終了後に恒例となった客席へのドラムスティック投げ込みを行おうとしたが、日本武道館では禁止行為となっていたため客席に投げるふりをしてステージ上に投げた。

## 批評
| 専門評論家によるレビュー    | 専門評論家によるレビュー |
| レビュー・スコア            | レビュー・スコア         |
| 出典                        | 評価                     |
| --------------------------- | ------------------------ |
| CDジャーナル                | 肯定的                   |
| BUCK-TICK ~since 1985-2011~ | 肯定的                   |
| B-T DATA                    | 肯定的                   |

音楽情報サイト『CDジャーナル』では、本作の音楽性を「荒々しくザラザラとした手ざわりのギター、グルグルと頭のまわりを駆ける音像、厚くノイジーなリズム、そしてたまらなくポップでキュートな曲」と表現した上で、「両極端にあるものを結び付けることに自分たちのバンドとしての存在意義を見つけようとしている作品」であると述べたほか、「近作に比べると、シンプルでソリッドになり、メロディが際立った印象」に変化したと述べた上で「彼らの原点を感じさせる1枚」であるとして肯定的に評価した。書籍『BUCK-TICK ~since 1985-2011~ 史上最強のROCK BAND』では、前作までのダークでマニアックな要素を薄めてポップで分かり易さを意識して制作した作品であると述べた上で、「前作や前々作に比べキャッチーな楽曲が多くなっている」と肯定的に評価したほか、本作が「原点回帰」であるとする評価に対して今井が不満を述べていたことに触れた上で「本作におけるポップ性は『原点回帰』ではなく、あくまで彼らの『挑戦』なのである」と主張した。書籍『B-T DATA BUCK-TICK 25th Anniversary Edition』では、先行シングルとなった「キャンディ」のポップさには「驚かされた」と記したほか、ノイズを多用したギターサウンドはBUCK-TICKならではの音楽であると主張し、また「サビにストレートなメロディをもってくる曲が多い」と指摘した上で「メロディとリズムに重点を置いて制作されているため、どの曲も骨格がよく見える」と肯定的に評価した。

## チャート成績
本作はオリコンチャートにて最高位6位で登場回数は6回となり、売り上げ枚数は17.4万枚となった。この売り上げ枚数はBUCK-TICKのアルバム売上ランキングにおいて8位となっている。2022年に実施されたねとらぼ調査隊によるBUCK-TICKのアルバム人気ランキングでは18位となった。

## 収録曲

### 一覧
| 全作詞: 櫻井敦司、全編曲: BUCK-TICK、リズム・アレンジ: 奈良敏博。 |                                     |           |          |      |
| #                                                                 | タイトル                            | 作詞      | 作曲     | 時間 |
| 1.                                                                | 「Maria」                           | 櫻井敦司  | 今井寿   | 3:50 |
| 2.                                                                | 「キャンディ」                      | 櫻井敦司  | 今井寿   | 4:24 |
| 3.                                                                | 「チョコレート」                    | 櫻井敦司  | 星野英彦 | 4:00 |
| 4.                                                                | 「SANE」                            | 櫻井敦司  | 今井寿   | 4:35 |
| 5.                                                                | 「Tight Rope」                      | 櫻井敦司  | 今井寿   | 5:16 |
| 6.                                                                | 「idol」                            | 櫻井敦司  | 今井寿   | 4:58 |
| 7.                                                                | 「Living on the Net」(作詞: 今井寿) | 櫻井敦司  | 今井寿   | 4:08 |
| 8.                                                                | 「Foolish」                         | 櫻井敦司  | 今井寿   | 3:58 |
| 9.                                                                | 「IN」                              | 櫻井敦司  | 星野英彦 | 4:31 |
| 10.                                                               | 「Ash-ra」                          | 櫻井敦司  | 今井寿   | 5:09 |
| 11.                                                               | 「COSMOS」                          | 櫻井敦司  | 今井寿   | 5:02 |
| 合計時間:                                                         | 合計時間:                           | 合計時間: | 49:51    |      |

| #         | タイトル                            | 作詞      | 作曲     | 時間 |
| --------- | ----------------------------------- | --------- | -------- | ---- |
| 1.        | 「Maria」                           |           | 今井寿   | 3:49 |
| 2.        | 「キャンディ」                      |           | 今井寿   | 4:24 |
| 3.        | 「チョコレート」                    |           | 星野英彦 | 4:00 |
| 4.        | 「SANE」                            |           | 今井寿   | 4:36 |
| 5.        | 「Tight Rope」                      |           | 今井寿   | 5:15 |
| 6.        | 「idol」                            |           | 今井寿   | 4:57 |
| 7.        | 「Living on the Net」(作詞: 今井寿) |           | 今井寿   | 4:08 |
| 8.        | 「Foolish」                         |           | 今井寿   | 3:58 |
| 9.        | 「IN」                              |           | 星野英彦 | 4:32 |
| 10.       | 「Ash-ra」                          |           | 今井寿   | 5:09 |
| 11.       | 「COSMOS」                          |           | 今井寿   | 5:10 |
| 12.       | 「キャンディ (single version)」     |           | 今井寿   | 4:27 |
| 13.       | 「チョコレート (single version)」   |           | 星野英彦 | 3:58 |
| 合計時間: | 合計時間:                           | 合計時間: | 58:23    |      |

### 楽曲解説
1. 「Maria」
ドラムは曲の構成の中でキット全体の音色と部屋鳴り(アンビエンスORルームエコー)を4種類にパート分けして録音されている。全く響きのないAメロからドンパンと響きまくるBメロ、中間色っぽいものまで含め、曲の表情を大きく印象付けている。作曲者の今井寿は、よく響くドラムのアイデアがあったがスタジオ入りしてから変身した[26]。
2. 「キャンディ」
先行シングル。シングルの聞きやすさに比べ、アルバムではギターノイズ、フィードバックが大きくなり壊れたサウンドに仕上がっている[26]。詳細は「キャンディ」を参照。
3. 「チョコレート」
先行シングルのカップリング曲。若干バージョンが異なっている。アルバム収録曲の内この曲だけ石塚真一がエンジニアを担当。重低音重視のボディーソニックナンバー。作曲者の星野も格好良さに感動した[26]。
4. 「SANE」
5. 「Tight Rope」
テクノの歌モノ（テクノと歌の融合）というコンセプトで作られた曲。
6. 「idol」
レコーディング前後は花粉症もちである櫻井のコンディションが悪く苦しかったらしいと伝えられている[26]。
7. 「Living on the Net」
今作のアルバムの中で唯一の今井寿作詞作曲。歌詞上りが遅く歌入れは最後になった[26]。
8. 「Foolish」
9. 「IN」
10. 「Ash-ra」
「キャンディ」と最後までシングル候補曲として競合した。歌詞が二転三転あり、ボーカル入れの最終日に歌詞変更、歌い直しもしたが結局もとのテイクがOKになり、一部、新テイクに入れ替えが行われた。原曲タイトルは「DANCE」[26]。
11. 「COSMOS」
メンバー全員がかなり気に入っている[26]。

## スタッフ・クレジット

### BUCK-TICK
- 櫻井敦司 - ボーカル
- 今井寿 - ギター、ノイズ、バッキングボイス
- 星野英彦 - ギター、キーボード、バッキングボイス
- 樋口豊 - ベース
- ヤガミトール - ドラムス

### 参加ミュージシャン
- 横山和俊 - マニピュレート、キーボード、ピアノ、ノイズ

### スタッフ
- BUCK-TICK - プロデュース、アレンジ
- 奈良敏博 - リズム・アレンジ、コ・プロデュース

- KONIYANG - レコーディング・エンジニア、ミキシング・エンジニア
- 石塚真一 - ミキシング・エンジニア（3曲目のみ）
- 比留間整 - 追加エンジニア
- 内田孝弘 - 追加エンジニア
- 荒井健一 - アシスタント・エンジニア
- 開崎晃典 - アシスタント・エンジニア
- 谷川博 - アシスタント・エンジニア
- 村上正信 - アシスタント・エンジニア
- 茨木直樹 - アシスタント・エンジニア
- 山田幹朗 - アシスタント・エンジニア

- 田中淳一 - ディレクター
- 大岡正利 - プロモート

- 浅見繁男 - テク・オブ・フリー
- 志賀みつひろ - ドラムス・テク
- 峰守一隆 - ギター・テク

- バンカー - アーティスト・マネージメント
- てらもといつろう - アーティスト・マネージメント
- のむらたけお - アーティスト・マネージメント
- アロハ・プロダクションズ - 事務所サポート
- 山中浩郎 - 事務所サポート

- 村木敬史 - エグゼクティブ・プロデューサー
- 豊島直己 - エグゼクティブ・プロデューサー

- サカグチケン - アート・ディレクション&デザイン
- ニッキー・ケラー - フォトグラフィー
- アランサロン - アシスト
- 八木智晴 - スタイリング
- いりのけいこ - オブジェクト・スタイリング
- 谷崎隆幸 - ヘアー&メイクアップ
- 荒木尚子 - アシスト
- 坂野井秀明 - アシスト
- 祖師雄一郎 - ビジュアル・コーディネーション

- グレコ - スペシャル・サンクス
- フェルナンデス - スペシャル・サンクス
- ラディック - スペシャル・サンクス
- ナオユキ＋レン＋ピー - スペシャル・サンクス
- FISH TANK - スペシャル・サンクス
- SOGO TOKYO - スペシャル・サンクス
- RIE, KIRARA&P - スペシャル・サンクス
- リン・ホブデイ - スペシャル・サンクス
- 松木昭男 - スペシャル・サンクス
- YUKO TO NYA - スペシャル・サンクス

## リリース履歴
| No. | 日付          | レーベル                                | 規格 | 規格品番                                  | 最高順位 | 備考                                                                                               |
| --- | ------------- | --------------------------------------- | ---- | ----------------------------------------- | -------- | -------------------------------------------------------------------------------------------------- |
| 1   | 1996年6月21日 | ビクターエンタテインメント／Invitation  | CD   | VICL-783                                  | 6位      | 初回限定スペシャル・パッケージ仕様                                                                 |
| 2   | 2002年9月19日 | ビクターエンタテインメント／HAPPY HOUSE | CD   | VICL-60990（初回盤） VICL-60970（通常盤） | -        | デジタルリマスター盤（監修：比留間整） 初回盤のみボーナストラック2曲収録、オリジナルステッカー封入 |
| 3   | 2007年9月5日  | ビクターエンタテインメント／Invitation  | CD   | VICL-62550                                | -        | デジタルリマスター盤、紙ジャケット仕様                                                             |